# 河野さち子
河野 さち子（こうの さちこ）は、日本のキャラクターデザイナー、スタジオたくらんけ、アニメーター。レイアップ、シー・ピー・トムズを経て、スタジオG-1NEOに所属していた。
蒼依 ふたば（あおい ふたば）という別名義を使う場合もあり、現在は主にアニメーター業においてこちらの名義で活動している。
バンダイナムコゲームスから発売されている『スーパーロボット大戦シリーズ』に登場するバンプレストオリジナルキャラクターのデザイナーとして主に活動していた。

## 略歴
子供の頃から絵を描くのが好きだった。学生の頃に見た『機動戦士ガンダム』に感動し、制作会社へアニメーターとして就職。『機動戦士ガンダム0083 STARDUST MEMORY』の原画を担当した。
その後、アニメーター時代の先輩の誘いでキャラクターグッズの企画開発を行うレイアップへ転職する。転職数年後に行われた『スーパーロボット大戦外伝 魔装機神 THE LORD OF ELEMENTAL』の社内コンペで選ばれ、同作のキャラクターデザインを担当。これをきっかけに『スーパーロボット大戦シリーズ』のキャラクターデザインを担当するようになった。スタジオG-1NEOへ移籍した後は『スーパーロボット大戦シリーズ』のキャラクターデザインを担当し続ける一方、アニメーターとしてスタジオG-1NEOで請け負った作品の原画も担当していた。
現在、スタジオG-1NEOを退社し、キャラクターデザインをしばらく休業。アニメーターは休業していない。2016年以降は『スーパーロボット大戦シリーズ』用にイラストを数多く描き下ろしており、2017年には『スーパーロボット大戦X-Ω』において数年ぶりに一部キャラクターデザインを担当した。

## 主な作品

### コンピュータゲーム
全てオリジナルキャラクターデザインを担当（原案を元に手がけたキャラクター含む）。
- スーパーロボット大戦シリーズ
  - スーパーロボット大戦外伝 魔装機神 THE LORD OF ELEMENTAL
  - 新スーパーロボット大戦
  - スーパーロボット大戦F/F完結編
  - スーパーロボット大戦コンプリートボックス
  - スーパーロボット大戦64
  - スーパーロボット大戦α
  - スーパーロボット大戦COMPACT2
  - スーパーロボット大戦IMPACT
  - スーパーロボット大戦α外伝
  - スーパーロボット大戦A
  - スーパーロボット大戦ORIGINAL GENERATION
  - 第2次スーパーロボット大戦α
  - スーパーロボット大戦MX
  - スーパーロボット大戦ORIGINAL GENERATION2
  - 第3次スーパーロボット大戦α 終焉の銀河へ
  - スーパーロボット大戦OG ORIGINAL GENERATIONS
  - スーパーロボット大戦OG外伝
  - 無限のフロンティア スーパーロボット大戦OGサーガ
  - スーパーロボット大戦Z
  - 無限のフロンティアEXCEED スーパーロボット大戦OGサーガ
  - スーパーロボット大戦OGサーガ 魔装機神 THE LORD OF ELEMENTAL
  - スーパーロボット大戦OGサーガ 魔装機神II REVELATION OF EVIL GOD
  - 第2次スーパーロボット大戦Z 破界篇
  - 第2次スーパーロボット大戦OG
  - スーパーロボット大戦X-Ω（シズキ・シズカワ）[3]
  - スーパーロボット大戦DD（神足麻依子）
  - スーパーロボット大戦30（エッジ・セインクラウス[4]）
- リアルロボッツファイナルアタック
- カオスギア
- スーパーロボットスピリッツ
- スーパーヒーロー作戦
- カオスギア 〜導かれし者〜
- リアルロボット戦線
- リアルロボットレジメント

### アニメーター時代
動画
- 魔狩人

原画
- 幽☆遊☆白書
- 恐竜冒険記ジュラトリッパー
- 新・キューティーハニー
- ヤダモン
- 機動戦士ガンダム0083 STARDUST MEMORY
- 疾風!アイアンリーガー

### その他
- ガンダムウォー （カードイラスト）
- KiraKira☆メロディ学園 （イメージイラスト）
- まいっちんぐマチコ先生 （ガレージキット用再デザイン）
- 学炎合体モエバイン （キャラクターデザイン）
- マクロスF（ピンナップ原画）
- 薄桜鬼（オープニングアニメーション原画）
- スーパーロボット大戦OG -ジ・インスペクター-（キャラクターデザイン原案、オープニングアニメーション原画、原画）
- 機動戦士ガンダムAGE（アセム編オープニングアニメーション原画）※蒼依ふたば名義
- ファンタジスタドール（作画監督）※蒼依ふたば名義
- LINE TOWN（原画）※蒼依ふたば名義
- ノブナガ・ザ・フール（作画監督）※蒼依ふたば名義
- 遊☆戯☆王ARC-V（原画）※蒼依ふたば名義
- チェインクロニクル 〜ショートアニメ〜（原画）※蒼依ふたば名義
- ディバインゲート（作画監督）※蒼依ふたば名義
- リルリルフェアリル〜妖精のドア〜（作画監督）※蒼依ふたば名義
- パンでPeace!（作画監督）※蒼依ふたば名義
- 胡蝶綺 〜若き信長〜（作画監督）※蒼依ふたば名義
- 超游世界（総作画監督）※蒼依ふたば名義
- 夏の魔物エンタメユニットDPG VS ブラックDPG『スーパーエンタメ大戦』（VS盤ジャケット）[5]
- 夏の魔物 メジャー1stアルバム「夏の魔物」（初回限定盤B バックカバージャケット）[6]
- スーパーロボット大戦OG ムーン・デュエラーズ（初回限定生産版 公式メカニック設定資料集 描き下ろしイラスト）[7][8]
- スーパーロボット大戦25周年「描き下ろしクリアファイル3種セット」（イラストA）[9][10]
- OGクルセイド（描き下ろしイラスト）
  - 第1弾～鋼の咆哮～[11]
  - 第16弾～月輪の戦域～[12][13]
  - 第17弾～皇家の真剣～[14][15]
- スーパーロボット大戦X-Ω（マサキ・アンドー、シュウ・シラカワ、リューネ・ゾルダーク 描き下ろしイラスト）[16][17]